# Alice Russell Glenny
Alice Russell Glenny (1858-1924) est une peintre et une affichiste américaine.

## Parcours

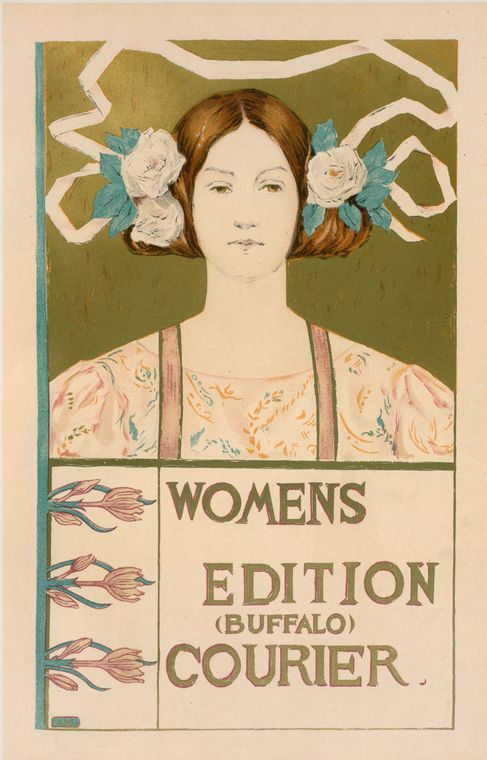
Affiche pour le supplément femme illustré du quotidien Buffalo Courier (reproduite dans Les Maîtres de l'affiche.

Née à Détroit dans une famille établie dans le New Hampshire depuis plus d'un siècle, Alice Russell Glenny s'installe à Buffalo (New York) pour pratiquer la peinture (fresques, portraits) et produire des affiches culturelles. Elle signe « A.R.G. » et fait partie de la haute société.
Elle est, avec sa compatriote Ethel Reed, l'une des rares femmes affichistes de cette fin du XIXe siècle et, très militante, elle participe à de nombreux événements réunissant des femmes artistes américaines.
Elle réalise en 1895 une fresque pour l'une des salles du Twenty Century Club de Buffalo, un bâtiment construit par la firme Green and Wicks, toujours visible ; la salle en question fut rebaptisée « Alice Russell Glenny Room ». Ce club féministe consacré aux arts, dont elle fut la présidente en 1899-1900, est le deuxième fondé aux États-Unis.
En mai 1901, elle participe à la Buffalo Pan-American Exposition, dont elle fait l'affiche officielle. Son dessin, The Maid of the Mist sert aussi comme illustration de couverture aux publications de l'association Board of Women Managers, qui fut très active dans l'organisation de cette exposition pour imposer une présence féminine : l'événement fut hélas entaché par l'assassinat du président William McKinley qui était venu visiter l'exposition.
Elle préside la Société des artistes de Buffalo en 1893-1894 et 1903-1904.
En 1880, elle épousa John Clark Glenny (1858-1909) ; le couple eut deux filles.

## Sélection d'affiches
- 1895 : Women's Edition Buffalo Courier, reproduite dans Les Maîtres de l'affiche (1895-1900)
- 1897 : Buffalo Fine Arts Academy & Society of Artists Exhibition
- 1901 : The Coral Harp - Guide, Music at the Pan-American Exposition[4]